# Улица Виктора Орленко
Улица Виктора Орленко (до 2023 года — Костромской переулок) (укр. Вулиця Віктора Орленка) — улица в Новозаводском районе города Чернигова, исторически сложившаяся местность (район) Новая Подусовка. Пролегает от улицы Евгения Лоскота (Костромская) до улицы Красносельского.
Нет примыкающих улиц.

## История
Костромской переулок назван по названию Костромской улицы — в честь в города Кострома. Был проложен и застраивался в 1980-е годы, вместе в другими улицами 2-й очереди застройки Новой Подусовки (Новоподусовского жилого массива).  
С целью проведения политики очищения городского пространства от топонимов, которые возвеличивают, увековечивают, пропагандируют или символизируют Российскую Федерацию и Республику Беларусь, 21 февраля 2023 года переулок был преобразован в улицу под современным названием — в честь участника Евромайдана, Героя Украины, уроженца Черниговщины Виктора Николаевича Орленко, согласно Решению Черниговского городского совета № 29/VIII-7 «Про переименование улиц в городе Чернигове» («Про перейменування вулиць у місті Чернігові»).

## Застройка
Улица пролегает в северном направлении между улицами Глебова и Забаровская. Парная и непарная стороны улицы заняты усадебной застройкой. Учреждений нет. 